# Čejka trnitá
Čejka trnitá (Vanellus spinosus) je středně velký druh bahňáka z čeledi kulíkovití (Charadriidae), o něco menší než čejka chocholatá. Její zbarvení je velmi kontrastní – má velkou bílou skvrnu na tvářích, zbytek hlavy je černý, stejně jako hruď, boky a ocas. Zbytek spodiny a kostřec jsou bílé. Svrchu je světle hnědá, v letu s černými letkami. Hnízdí v otevřené krajině (obvykle u vody) v jihovýchodní Evropě a na Středním východě. Jednou byla jako vzácný zatoulanec zjištěna také na českém území. Zaznamenána byla 21. září 1989 na vypuštěném dně Svárovského rybníka v Záhlinicích v hejnu cca 100 jedinců čejky chocholaté.

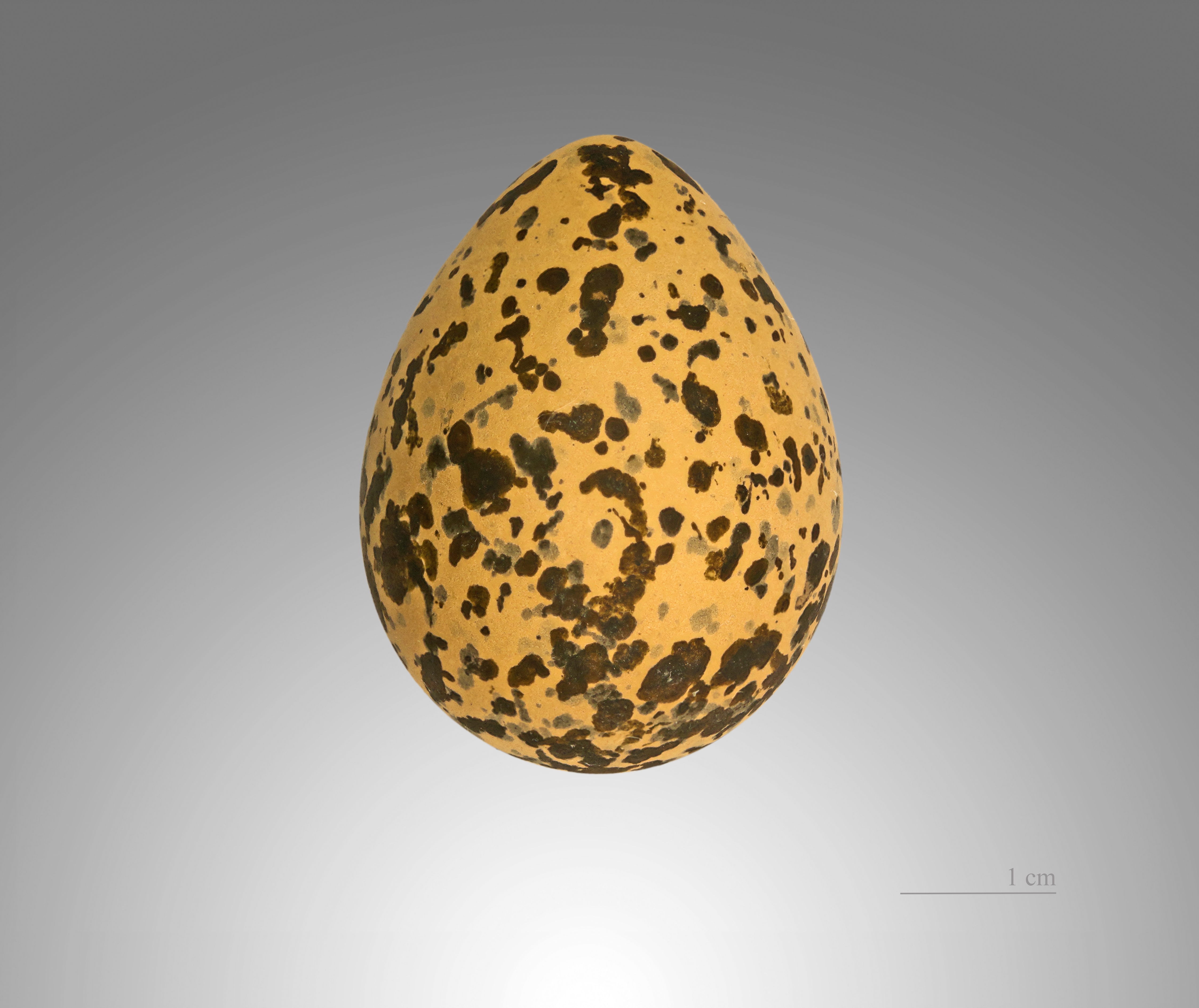
Vejce čejky trnité (Vanellus spinosus)